# Afrodita agachada de Córdoba
La Afrodita agachada de Córdoba es una copia romana de una escultura griega, la Afrodita agachada, de la que existen multitud de copias. La escultura griega original se atribuye a Doidalsas de Bitinia. Esta réplica es la única que se ha encontrado en la península ibérica. La pieza se conserva en el Museo Arqueológico y Etnológico de Córdoba.
La escultura se encontró en la calle Amparo, número 5 y 7, de Córdoba, en una excavación dirigida por la arqueóloga Laura Aparicio Sánchez entre noviembre y diciembre de 1993. Se encontró fragmentada en cuatro partes, aunque se conserva casi al completo, faltándole el brazo izquierdo y el antebrazo derecho. La obra de arte se halló en una estancia pavimentada con opus signinum, bajo la cual se encuentran una red de conductos de saneamientos, por lo que sería una zona relacionada con el agua, quizás unas termas romanas. Este hecho puede estar relacionado con la cercanía de los baños árabes de la Pescadería, quizá construidos sobre otros baños romanos anteriores.

## Descripción
Está tallada en mármol blanco procedente de la isla de Paros y tiene una altura de 89 cm. Le faltan ambos brazos y tiene la cara dañada. Debido a ciertos cambios de estilo realizados por el copista, se puede datar la pieza en el siglo II.